# Biwabik
Biwabik és una població dels Estats Units a l'estat de Minnesota. Segons el cens del 2000 tenia 954 habitants.

## Demografia
Segons el cens del 2000, Biwabik tenia 954 habitants, 454 habitatges, i 266 famílies. La densitat de població era de 77,2 habitants per km².
Dels 454 habitatges en un 25,1% hi vivien nens de menys de 18 anys, en un 44,1% hi vivien parelles casades, en un 9,5% dones solteres, i en un 41,4% no eren unitats familiars. En el 37% dels habitatges hi vivien persones soles el 17,6% de les quals corresponia a persones de 65 anys o més que vivien soles. El nombre mitjà de persones vivint en cada habitatge era de 2,09 i el nombre mitjà de persones que vivien en cada família era de 2,69.
Per edats la població es repartia de la següent manera: un 20,8% tenia menys de 18 anys, un 7,1% entre 18 i 24, un 26,6% entre 25 i 44, un 25,4% de 45 a 60 i un 20,1% 65 anys o més.
L'edat mediana era de 42 anys. Per cada 100 dones de 18 o més anys hi havia 90,9 homes.
La renda mediana per habitatge era de 28.359 $ i la renda mediana per família de 37.386 $. Els homes tenien una renda mediana de 41.250 $ mentre que les dones 21.136 $. La renda per capita de la població era de 16.182 $. Entorn de l'11,7% de les famílies i el 17% de la població estaven per davall del llindar de pobresa.

## Poblacions més properes
El següent diagrama mostra les poblacions més properes.